# 圣西克斯特 (洛特-加龙省)
圣西克斯特（法語：Saint-Sixte，法語發音：[sɛ̃ sikst]）是法国洛特-加龙省的一个市镇，位于该省东南部，加龙河左岸，与塔恩-加龙省接壤，省会阿让市区东南约17公里，属于阿让区和阿让城市圈公共社区。

## 地理
圣西克斯特（44°7'42"N, 0°47'0"E）面积5.92 平方千米，位于法国新阿基坦大区洛特-加龍省，该省份为法国西南部内陆省份，北起多爾多涅省，西接吉倫特省和朗德省，南至热尔省，东临塔恩-加龙省和洛特省。
与圣西克斯特接壤的市镇（或旧市镇、城区）包括：圣罗曼勒诺布勒、栋扎克、迪讷、拉马日斯泰尔、科德科斯特、圣尼古拉-德拉巴莱尔姆、克莱蒙苏比朗。

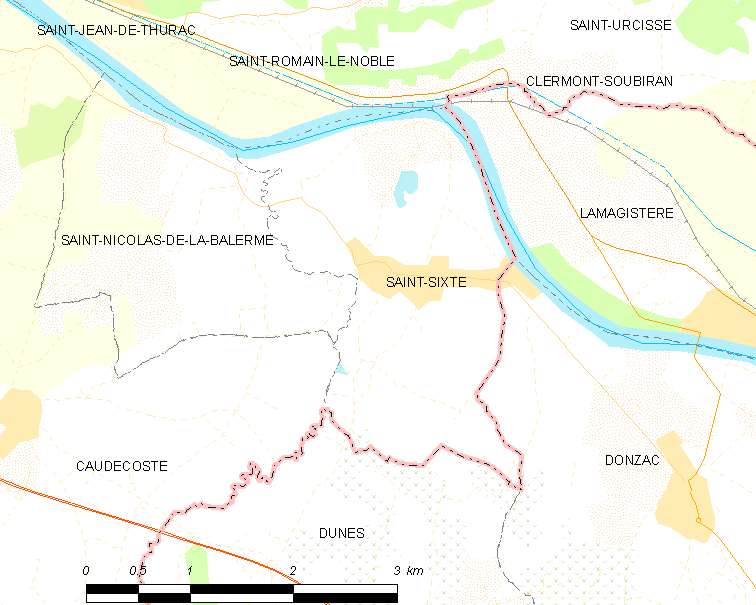
的OSM定位图

圣西克斯特的时区为UTC+01:00、UTC+02:00（夏令时）。

## 行政
圣西克斯特的邮政编码为47220，INSEE市镇编码为47279。

## 政治
圣西克斯特所属的省级选区为东南阿日奈县。

## 人口

1962-2008年间人口变化图示

圣西克斯特于2022年1月1日时的人口数量为356人。

## 交通
洛特-加龙省省道D284线经过圣西克斯特市中心。